# Serov (thành phố)
Serov (thành phố) (tiếng Nga: Серов) là một thành phố Nga. Thành phố này thuộc chủ thể Sverdlovsk Oblast. Thành phố có dân số 99.804 người (theo điều tra dân số năm 2002). Đây là thành phố lớn thứ 167 của Nga theo dân số năm 2002.